# 황금소코가오리
황금 소코 가오리(Golden cownose ray)는 또는 매가오리(hawkray) 또는 태평양 소코가오리(Rhinoptera steindachneri)라고 하며, 가오리과의 생선이다.

## 서식
콜럼비아, 코스타리카, 에콰도르, 엘살바도르, 과테말라, 온두라스, 멕시코, 니카라과, 파나마, 페루 등지에서 발견된다. 자연 서식지는 탁트인 바다와 얕은 바다, 간만의 차가 있는 수생층, 수역 하구 개방 수면, 간석지의 소택지, 해안 염수 석호 등지에서 서식한다.